# Yaaba (film)
Pour les articles homonymes, voir Yaaba.
Pour plus de détails, voir Fiche technique et Distribution.
Yaaba est un film burkinabè réalisé par Idrissa Ouedraogo et sorti en 1989. Le film a reçu plusieurs récompenses, dont le Prix spécial du jury au FESPACO 1989.

## Synopsis
Bila, un garçon de 10 ans, et sa cousine Nopoko vivent heureux dans leur village sahélien. Un jour, ils croisent Sana, une vieille femme qui vit à l'écart du village car elle est rejetée par les autres villageois qui la traitent de sorcière. Sana et le jeune Bila se lient d'amitié, et deviennent inséparables.

## Fiche technique
- Réalisation : Idrissa Ouedraogo
- Scénario et dialogues :  Idrissa Ouedraogo
- Musique : Francis Bebey
- Photographie : Matthias Kälin
- Costumes : Mariam Sidibé
- Montage : Loredana Cristelli
- Mixage : Dominique Dalmasso
- Production : Freddy Danaes, Idrissa Ouedraogo, Pierre-Alain Meier
- Société de production : Arcadia films, Films de l'Avenir (Les), Thelma Film AG
- Sociétés de distribution : Christa Saredi, Cinéart-Cinélibre, Pari Films, P.O.M Films
- Pays de production :  Burkina Faso
- Langue originale : mooré
- Genre : Film dramatique
- Durée : 90 minutes (1 h 30)
- Format : couleur - 1,66:1

## Distribution
- Fatima Sanga
- Noufou Oueadraogo
- Roukietou Barry
- Rasmané Ouedraogo

## Distinctions
- Festival de Cannes 1989 : Prix FIPRESCI
- Festival international du film de Tokyo 1989 : Grand Prix
- FESPACO 1989 : Prix Spécial du Jury, prix du public et prix de la meilleure musique
- Prix du Jury Œcuménique - Mention Spéciale

## Commentaires
Comme tous les films précédents d’Idrissa Ouedraogo, l'action prend pour décor la région de Ouahigouya au Burkina Faso. Les deux jeunes acteurs sont également originaires de la région. Le film est un rite initiatique, celui du passage à l'âge adulte pour Bila, il doit tour à tour faire face au rejet et à l'ignorance, faire preuve de courage, de fidélité, et affronter la mort d'un proche.
Parallèlement, le réalisateur met en scène la vie du village et de ses habitants, leurs querelles, leurs lâchetés mais aussi leur courage, leur bonté.

## Postérité
Des extraits du film sont diffusés dans une scène de La Belle Personne (2008) de Christophe Honoré, constituant un film dans le film. Une affiche du film apparaît dans Abouna.